# Temelucha difficilis
Temelucha difficilis là một loài tò vò trong họ Ichneumonidae.